# Aaron Maté
Aaron Maté, né le 13 mars 1979 à Vancouver, est un journaliste, militant et blogueur canado-américain. D'abord militant en faveur des droits des Palestiniens, il publie ensuite des articles remettant en cause le Russiagate.
Il écrit pour le site The Grayzone et est un ancien contributeur de Democracy Now! et The Nation.

## Biographie

### Jeunesse et famille
Aaron Maté naît en 1982 et grandit à Vancouver. Il est le fils du médecin médiatisé Gabor Maté et de Rae Maté, illustratrice de littérature jeunesse.
En 2002, vice-président du syndicat étudiant pro-palestinien de l'université Concordia, il est l'un des principaux sujets du documentaire Discordia, qui relate une visite de Benyamin Netanyahou prévue sur le campus. Variety décrit Aaron Maté comme « au milieu », car, de confession juive, il a épousé la cause palestinienne, et sa défense de la liberté d'expression lui attire fréquemment les critiques des deux camps,. Aaron Maté a séjourné dans les territoires palestiniens et y a constaté la façon dont sont traités ses habitants. Il critique la politique menée par Benyamin Netanyahou et le Premier ministre Ariel Sharon.

### Carrière professionnelle et désinformation

#### Journaliste et blogueur
Aaron Maté commence sa carrière en tentant de devenir journaliste. Il fait ses débuts en 2010, en travaillant dans l'équipe de production de Democracy Now!. Au sein de l'émission, des séquences sont consacrées à la guerre civile syrienne, accueillant des experts et non des propagandistes, ce qui conduira Maté à désigner l'émission comme « vendue » à la CIA. Il travaille ensuite pour The Real News, projet dont il est licencié en 2019, après avoir prétendument truqué un débat sur le Nicaragua dans lequel intervenait Max Blumenthal.
Installé à New York, il écrit également pour The Nation, Vice et Al Jazeera,.
Il écrit par la suite essentiellement pour le site américain The Grayzone, fondé par Max Blumenthal, Aaron Maté à ses côtés, et connu pour son partage de théories conspirationnistes et de la propagande d’États autoritaires, notamment du régime du Kremlin,,,. Il y anime un talk-show,.

#### Russiagate
Aaron Maté écrit pour The Nation des articles relatifs à l'enquête Mueller. Il conteste la façon dont a été informé le grand public de cette enquête et dont a été présenté le « Russiagate », c'est-à-dire les soupçons de collusion entre les russes et l'équipe de campagne électorale de Donald Trump en 2016. Il nie l'implication du GRU dans le piratage des serveurs du Comité national démocrate, affirmant qu'aucune preuve ne vient appuyer l'idée d'une « collusion », malgré les nombreuses preuves existant bel et bien, présentées notamment dans le rapport Mueller. Le mot « collusion » n'ayant pas de définition juridique en droit américain, il n'est cependant pas utilisé littéralement par Mueller.
Aaron Maté reçoit le prix Izzy 2018 pour son travail et déclare, à cette occasion, que le « récit d'une collusion Trump-Russie adopté par l'establishment politique des médias américains est en grande partie une œuvre de fiction ». En mai 2020, il affirme que « toutes les preuves disponibles ont montré à quel point [le Russiagate] était sans fondement ». Il ajoute regretter que la « résistance à Trump » se soit laissé distraire par cette « théorie du complot stupide ». Slate affirme également que « l'obsession de l'interférence russe » a été contre-productive dans l'opposition politique à Trump, étant donné que « les pires rumeurs » concernant une collusion n'ont pu être étayées. Cependant, le média estime qu'Aaron Maté a fait preuve d’exagération lorsqu'il a accusé le Parti démocrate d'avoir préféré une obsession vis-à-vis de la Russie plutôt que de débattre des problèmes socio-économiques américains.
Joseph Camilleri (en) estime pertinent le choix d'Aaron Maté de soutenir que, dans la couverture médiatique du Russiagate, des allégations non vérifiées ont été présentées sans précaution, de gros titres incriminants en première page ont été souvent sapés par le contenu des articles ou ont fait l'objet de rétractations, et que des informations contraires ont été minimisées ou ignorées.
Pour le site Salon, il est difficilement acceptable que le journaliste puisse « réprimander » la couverture du Russiagate par sa consœur Rachel Maddow. Salon estime qu'Aaron Maté a effectué des « recherches considérables » mais qu'il n'a pu démystifier aucune des spéculations ou rapports qu'il a critiqués. Selon des niveaux de gravité dans les théories du complot établis par Salon — de « petit-C » à « grand-C », ce niveau étant équivalent à celui d'Alex Jones, ayant fait fortune en diffusant de telles théories — le Russiagate est un « petit-C », tandis qu'Aaron Maté, même s'il a le mérite de ne pas parler de fake news, a caractérisé la spéculation de collusion Trump-Russie comme étant du même niveau que les théories du complot d'Alex Jones.

#### Relais de la propagande du régime syrien
Aaron Maté a beaucoup écrit sur les allégations selon lesquelles l'Organisation pour l'interdiction des armes chimiques (OIAC) aurait falsifié un rapport sur l'attaque chimique de Douma afin de rejeter la faute sur le régime syrien et de justifier les frappes de missiles contre les forces gouvernementales syriennes par les États-Unis, le Royaume-Uni et la France. En juillet 2020, il soutient dans The Nation que l’État syrien n'est pas responsable de l'utilisation d'armes chimiques à Douma, malgré les preuves indiquant le contraire et son absence d'expertise en matière d'armes chimiques. Il nie plus généralement les crimes du régime de Bachar el-Assad, en particulier toutes les attaques chimiques, qui lui sont imputées. Selon Conspiracy Watch, Aaron Maté joue un rôle crucial dans une « campagne de désinformation » menée contre l’OIAC depuis 2019, notamment en intervenant sur les réseaux sociaux, et, en participant en avril 2021 à une réunion à l'ONU parrainée par la Russie,,. Aaron Maté a lui-même confirmé être en lien avec le Groupe de travail sur la Syrie, la propagande et les médias qui est aussi connu pour mener une campagne de désinformation. Il révèle en outre avoir travaillé en collaboration avec la chaîne d'État russe RT pour doxxer des témoins de l'attaque chimique de Douma. Il se rend aussi en Syrie rencontrer Bachar el-Assad, sur invitation.
Aaron Maté réalise aussi des reportages favorables à Bachar el-Assad. The Grayzone et lui reçoivent des fonds d'un lobby qui soutient le dictateur syrien. Ils reçoivent le prix Serena Shim, administré par Paul Larudee, généralement décerné aux propagandistes du régime syrien promouvant les théories du complot favorables à Bachar el-Assad,,. Il est rémunéré par l'Association for Investment in Popular Action Committees, un lobby soutenant le régime syrien et finançant ceux qui diffusent sa propagande.
The Observer, hebdomadaire lié au Guardian, cite un rapport sur la Syrie décrivant Aaron Maté comme « le plus prolifique diffuseur de désinformation parmi les 28 théoriciens du complot identifiés »,.

#### Alexeï Navalny
Aaron Maté et The Grayzone militent pour le retrait du statut de détenu d'opinion à Alexeï Navalny de la part d'Amnesty International, dans le cadre d'une campagne de lobbying auprès de l'ONG,. Il est le premier à annoncer cette nouvelle sur les réseaux sociaux en partageant un mail du bureau britannique de l'ONG, qu'Amnesty n'avait pas prévu de rendre public. Le statut de prisonnier d'opinion est de nouveau attribué à Navalny peu après,,.
Le compte Twitter d'Aaron Maté apparaît dans l'étude sur les réseaux de désinformation concernant l'invasion de l'Ukraine par la Russie sur les réseaux sociaux canadiens, publiée par l'École de politique publique de l'Université de Calgary.

#### Guerre russo-ukrainienne
Aaron Maté évoque également l'Ukraine dans des reportages, en se concentrant sur les « néonazis ukrainiens ». Comme les cercles de militants pro-russes, il considère les affrontements de 2014 à Odessa comme « la preuve définitive d'un complot néo-nazi ukrainien ». Il se trompe à plusieurs reprises dans ses déclarations, affirmant notamment à tort que la Russie n'est pas signataire du protocole de Minsk et de Minsk II.
Il est invité par Dmitri Polianski, un officier du Service des renseignements extérieurs de la fédération de Russie (SVR), à intervenir devant le Conseil de sécurité des Nations unies au nom de la Russie, aux côtés de Vassili Nebenzia.

## Prises de position et critiques
Les prises de position d'Aaron Maté sont considérées comme pro-Kremlin et en faveur de Bachar el-Assad,.
En mai 2021, le président américain Joe Biden condamne les attaques à la roquette de militants palestiniens de Gaza et déclare son « soutien indéfectible » au « droit d'Israël de se défendre », puis il contacte par téléphone le Premier ministre israélien. Aaron Maté qualifie cet appel téléphonique de « feu vert » donné aux autorités israéliennes afin qu'elles continuent à « massacrer des civils palestiniens ». En 2022, Aaron Maté est critiqué par des militants contre l'antisémitisme après avoir affirmé que les accusations d'antisémitisme contre Jeremy Corbyn ne sont pas justifiées, et ne sont en réalité que des prétextes visant à le discréditer et à minimiser la critique d'Israël.
Le journaliste canadien Terry Glavin le décrit comme un « pseudo-journaliste » parmi les « plus éminents défenseurs de Poutine dans le monde occidental », avec Yves Engler et Eva Bartlett, qui prennent régulièrement position en faveur du meurtrier de masse[non neutre] syrien Bachar el-Assad, via des plateformes « d’information » telles que The Grayzone ou RT (anciennement Russia Today) et des opérations en ligne connexes.
Pekka Kallioniemi pointe lui ce qu'il considère comme un double standard dans l'exigence de preuves pour valider ses prises de positions. Il écrit que, « Lorsque la sous-commission républicaine [...] a identifié Konstantin 
Kilimnik, un ancien associé du directeur de campagne de Trump 
de campagne de Trump, Paul Manafort, comme un agent de renseignement russe, Maté a réagi en appelant Kilimnik au téléphone et en lui demandant s'il était un espion russe. Kilimnik lui a répondu qu'il ne l'était pas - l'affaire est close. Après tout, pourquoi mentirait-il ? ». Dans le même temps, Aaron Maté remet en doute les informations de Bellingcat, qu'il qualifie de « NATO state psyop ».